# Cuarteto Mosaïques
El Quatuor Mosaïques es un cuarteto de cuerda austriaco, fundado en 1987 por cuatro miembros del Concentus Musicus Wien, que tocan instrumentos musicales históricos. Especializados en la música del siglo XVIII, sus grabaciones de Haydn han recibido elogios de los críticos y varios Premios Gramophone.

## Carrera musical
Los tres músicos austriacos, Erich Höbarth primer violín, Andrea Bischof, segundo violín, y Anita Mitterer, viola junto con el violonchelista francés Christophe Coin se conocieron en Viena como miembros de la orquesta de cámara de Nikolaus Harnoncourt,  Concentus Musicus. Con su  experiencias allí como punto de partida, decidieron formar un cuarteto de cuerda clásico que tocara en instrumentos del periodo. El objetivo primario no fue crear la clase de ‘autenticidad' que pertenece a los museos, sino asegurar en su trabajo un enlace viviente con la gran tradición del cuarteto de cuerda europeo. Por ello una inspiración esencial para el grupo fue el Cuarteto Végh, del cual Erich Höbarth había sido miembro en sus últimos tres años.
El objetivo definitivo de cada interpretación tiene que ser revelar la riqueza espiritual interior de la música:
‘En un mosaico, cada detalle puede ser visto por separado y aun así el ojo es también capaz de aprehender el cuadro globalmente. Pasa igual con la música: Se han de trabajar los detalles, después se han de crear las mejores condiciones de audición y conseguir la distancia correcta, de modo que el oyente pueda ver cómo los elementos han sido dispuestos y al mismo tiempo conseguir una visión completa de la obra de arte.' (Christophe Coin)
El Cuarteto Mosaïques está considerado como uno de los cuartetos de cuerda principales de la actualidad. El conjunto ha recibido el Premio Gramophone repetidamente, por ejemplo para sus interpretaciones de Haydn. Da conciertos con pianistas como András Schiff y Patrick Cohen, clarinetistas como Wolfgang y Sabine Meyer y violonchelistas como Miklós Perényi y Raphael Pidoux.
En 2006 el Cuarteto fue invitado a España para tocar el cuarteto de instrumentos Stradivarius que pertenecen a la Corona Española. Presentó un programa de Cuartetos de Arriaga en el Palacio Real de Madrid, el cual fue posteriormente grabado en CD. Su repertorio es muy extenso e incluye obras poco interpretadas de Pleyel, Tomasini, Werner, Jadin, Gross, Boëly y otros, así como los grandes nombres del repertorio vienés, incluyendo a Schumann y Brahms. Recientemente va incorporando compositores del siglo XX como Debussy, Bartók y Webern.
En 2014 el Mosaïques hizo una gira por Norteamérica, visitando Filadelfia, Nueva York, Houston, Vancouver, Ottawa, San Diego, Sonoma y Orange County, CA, tocando obras de Haydn, Schumann, Mozart, Beethoven y Schubert. De su concierto en el Carnegie Hall en 2009, el New York Times destacó que el grupo “tocó con un elegante y detallado fraseo”. En la temporada 2015-2016 actúan en residencia en cuatro conciertos en el Wiener Konzerthaus y en el Haydn String Quartet Festival en Esterházy, Hungría.

## Discografía
Los primeros registros del grupo fueron en el sello Astree de Michel Bernstein. Su discografía incluye trabajos de Arriaga, Beethoven, Boccherini, Boëly, Haydn, Jadin, Mendelssohn, Mozart y Schubert.

## Miembros actuales
- Erich Höbarth (violín, J. Guarnerius filius Andreae, Cremona 1705)
- Andrea Bischof (violín, del siglo XVIII francés)
- Anita Mitterer (viola, Girolamo Devirchis, Brescia 1588)
- Christophe Coin (violonchelo, C.Un. Testore, Milano 1758)